# Jahrbuch der Österreichischen Byzantinistik
Jahrbuch der Österreichischen Byzantinistik – czasopismo bizantynologiczne o charakterze międzynarodowym. Ukazuje się od 1951 roku w Wiedniu. Wydawane jest przez Instytut Bizantynistyki i Neogrecystyki Uniwersytetu Wiedeńskiego oraz Instytut Badań nad Bizancjum Austriackiej Akademii Nauk. W latach 1951–1968 periodyk ukazywał się pod nazwą „Jahrbuch der Österreichischen Byzantinischen Gesellschaft”.